# Махмудов, Абиджан Абдухаликович
 Абиджан Абдухоликович Махмудов  (12 мая 1871, Маргилан — 21 ноября 1936) — узбекский общественный деятель, крупный деятель джадидского движения, министр продовольствия Туркестанского автономного правительства (1917—1918).

## Биография
Абиджан Махмудов родился в Маргилане, затем переехал в Коканд и учился в медресе. 
Окончил горный факультет Санкт-Петербургского университета и стал первым узбеком, получившим диплом горного инженера в Российской империи.
Вернувшись в Коканд, он занялся добычей полезных ископаемых и участвовал в открытии нескольких нефтяных месторождений в Ферганской долине. Он купил серное месторождение в Шорсу. Абиджан Махмудов принял участие в движении джадидов в Ферганской долине и финансово обеспечивал их. Он основал типографию в Коканде (1914). Редактор и издатель газет «Садои Фергана» (1914), «Ферганское эхо» (1914) — на русском языке. Им публиковались тематические статьи в прессе, призывавшие народ Туркестана к просвещению и борьбе за свободу.
Являлся заместителем председателя Кокандской городской думы (1917). 
26 ноября 1917 года в ответ на создание в Ташкенте Совета Народных Комиссаров в Коканде под руководством «Шуро-и-Исламия» был созван IV «Всетуркестанский Курултай мусульман» (IV Чрезвычайный краевой мусульманский съезд). На этом съезде новое государственное образование назвали «Туркистон мухториати» (Туркестанская (Кокандская) автономия). В ноябре 1917 года Абиджан Махмудов стал министром продовольствия Туркестанского автономного правительства (1917-18).
После уничтожения автономии он отправился в Москву и работал начальником отдела печати и других должностей в Туркестанском отделении Народного комиссариата по делам национальностей РСФСР (1919—1921). Вернувшись в Ташкент, он сначала работал в Туркестанском ВПК (1921), затем отправился в Ферганскую долину, сформировал отделение Национального Союза. 

## Преследование
Абиджан Махмудов был несколько раз арестован советскими властями. Умер от тяжелой болезни.